# Professor Moriarty
Il Professor Moriarty (IPA: [ˌmɒrɪˈɑːtɪ]) è un personaggio immaginario creato da Arthur Conan Doyle e presente nel ciclo di Sherlock Holmes. Esordì nel racconto L'ultima avventura (1893) ed è menzionato anche nel racconto L'avventura della casa vuota (1903, ambientato nel 1894) e nel romanzo La valle della paura (1915).
Moriarty è un genio del male e antagonista per eccellenza di Sherlock Holmes, che lo definisce "Il Napoleone del crimine", appare, in realtà, pochissime volte nelle opere di Doyle. Il nome di battesimo di Moriarty, citato solo una volta da Arthur Conan Doyle, è James. Nel racconto L'ultima avventura è inoltre menzionato un altro James Moriarty, fratello del professore, un colonnello che ne difende la memoria.

## Caratteristiche

### Aspetto
Il Professor Moriarty viene presentato come un geniale professore di matematica e al contempo un machiavellico e potente signore del crimine. Moriarty viene descritto per bocca di Holmes come un ragno al centro di una tela dai molteplici fili che si diramano in centinaia di biforcazioni dove il suo nome scorre come un flebile sussurro fino a scomparire. Moriarty offre servizi a pagamento o per semplice libidine come omicidi, rapine, sequestri, attentati, traffici illegali, furti di documenti militari ma, mentre i suoi uomini compiono queste efferate azioni, "lui è a miglia di distanza a risolvere qualche problema matematico su una lavagna". Se uno dei suoi uomini viene arrestato, è pronta immediatamente una cauzione e la pena per chi tradisce l'organizzazione o si avvicina troppo alla sua identità è la morte con atroci sofferenze.
Nella stessa storia, Holmes descrive l'aspetto fisico di Moriarty a Watson: estremamente alto e magro, ben rasato, pallido e dall'aspetto ascetico, con una fronte che "sporge in una curva bianca", occhi profondamente infossati e spalle "arrotondate da molto studio", mentre la sua faccia sporge in avanti e oscilla sempre lentamente da una parte all'altra "in modo curiosamente rettiliano".

### Personalità
Moriarty è estremamente spietato, dimostrato dal suo avviso a Sherlock Holmes: "Se lei è abbastanza intelligente da distruggermi, stia certo che farò altrettanto con lei." È classificato da Holmes come un capo criminale estremamente potente, che è puramente abile nel commettere atrocità alla perfezione senza perdere il sonno su di essa. Ne L'ultima avventura si afferma che Moriarty non partecipa direttamente alle attività che pianifica, ma si limita a orchestrare gli eventi. Ciò che rende Moriarty così pericoloso è il suo intelletto estremamente astuto: 
Ma l'uomo aveva tendenze ereditarie del tipo più diabolico. Una tensione criminale nel suo sangue, che, invece di essere modificata, era aumentata e resa infinitamente più pericolosa dai suoi straordinari poteri mentali...»
Holmes espone il suo pensiero in La valle della paura affermando:
Moriarty ha rispetto per l'intelligenza di Holmes, affermando che «Per me è stato un piacere dell'intelletto sapere come lei (Holmes) ha affrontato questo caso». Tuttavia, compie numerosi attentati alla vita di Holmes attraverso i suoi agenti. Mostra un'indole focosa, infuriandosi quando i suoi piani vengono sventati e viene messo "in serio pericolo di perdere la sua libertà", oltre a gomitare di lato i passeggeri nella stazione ferroviaria nella sua ricerca di Holmes travestito. Moriarty mostra anche una vena ferocemente indipendente, inseguendo Holmes in Svizzera da solo (è accompagnato dal colonnello Moran, che tenterà di uccidere Sherlock dopo la caduta di Moriarty), mentre al contrario Holmes porta Watson con sé ovunque vada.

### Nome e famiglia
Nel Canone il nome di battesimo del Professor Moriarty non è mai citato anche se tradizionalmente è stato adottato il nome di Robert prima (dall'opera teatrale di William Gillette del 1899) e di James dopo.
In realtà nel racconto L'ultima avventura, facente parte del libro Le memorie di Sherlock Holmes, Watson scrive che il colonnello James Moriarty pubblica delle lettere per difendere la memoria del fratello, il professore; ne La valle della paura Holmes dice che il fratello del professore è un capostazione nell'ovest dell'Inghilterra. Ci troviamo dunque davanti a due ambiguità: quella del nome del professore e quella del numero dei suoi fratelli, i quali sembrerebbero essere due, anche se non è escluso, nonostante sia improbabile, che il colonnello ed il capostazione siano la stessa persona.

## Sviluppo

### Genesi
Il personaggio fu ideato come la nemesi di Sherlock Holmes, per il racconto L'ultima avventura che avrebbe dovuto concludere la serie dedicata al celebre detective: nel racconto Holmes e Moriarty lottano alle cascate di Reichenbach nei pressi di Meiringen in Svizzera, rimanendo entrambi travolti dalle acque. Tale avrebbe dovuto essere, secondo l'autore Conan Doyle, l'epilogo di Sherlock Holmes, divenuto scomodo alla sua carriera di scrittore. In realtà le proteste dei lettori portarono Conan Doyle a riprendere la serie e a far scampare Holmes alla morte. Il detective ritornò nel racconto L'avventura della casa vuota (1903, nella raccolta Il ritorno di Sherlock Holmes) rivelando a Watson di essere rimasto nascosto per tre anni. Nello stesso racconto un assistente del Professor Moriarty cercò di vendicarne la morte: si tratta del colonnello Moran, un ex ufficiale britannico che, come il dottor Watson, aveva prestato servizio militare in Afghanistan.
Se Conan Doyle non sviluppò oltre la caratterizzazione del Professor Moriarty, il personaggio si prese la rivincita apparendo tanto frequentemente quanto Holmes, Watson e la signora Hudson nelle opere teatrali e spesso anche in quelle cinematografiche e televisive ispirate al detective di Baker Street.

### Modelli
Un modello a cui lo stesso Conan Doyle paragona Moriarty – per bocca di Sherlock Holmes – ne La valle della paura è l'arcicriminale londinese del Settecento Jonathan Wild. Holmes lo menziona all'ispettore Alec MacDonald come un esempio storico che l'ispettore avrebbe potuto conoscere, ma invano, dato che MacDonald non è erudito quanto Holmes.
Un altro possibile modello storico per Moriarty è Adam Worth, un criminale gentiluomo americano di origine tedesca. Worth fu soprannominato "il Napoleone del mondo criminale" dal detective di Scotland Yard Robert Anderson.
Vi sono state inoltre molte congetture tra astronomi ed entusiasti di Sherlock Holmes che Doyle avesse basato la figura del proprio personaggio di Moriarty sull'astronomo statunitense Simon Newcomb. Newcomb fu certamente un genio dai molteplici talenti, con una particolare maestria per la matematica, ed era divenuto famoso a livello internazionale negli anni precedenti a quelli in cui Doyle incominciò a scrivere le proprie storie. Più precisamente, Newcomb aveva guadagnato una reputazione legata a dispetto e malizia, cercando apparentemente di distruggere carriere e reputazioni degli scienziati rivali.
Le caratteristiche attribuite al Professor Moriarty potrebbero inoltre essere state ispirate a opere di matematici realmente vissuti. Carl Friedrich Gauss scrisse un celebre articolo sulle dinamiche di un asteroide nei suoi primi vent'anni, che ebbe sicuramente una certa risonanza in Europa, e gli fu assegnata una cattedra parzialmente in forza di questo risultato. Srinivasa Ramanujan scrisse sulle generalizzazioni del teorema binomiale e si guadagnò una reputazione di genio scrivendo articoli che confondevano i migliori matematici del tempo. La storia di Gauss era ben nota ai tempi di Doyle e quella di Ramanujan si svolse a Cambridge dall'inizio del 1913 alla metà del 1914; La valle della paura, che contiene un commento sulla matematica così astrusa che nessuno avrebbe potuto criticarla, fu pubblicato nel settembre del 1914. George Boole è stato citato a sua volta come possibile modello per Moriarty.
Conan Doyle, infine, è noto per aver usato la propria scuola, lo Stonyhurst College, come fonte di ispirazione per dettagli della serie di Holmes; tra i suoi contemporanei a scuola vi erano due ragazzi che si chiamavano Moriarty.

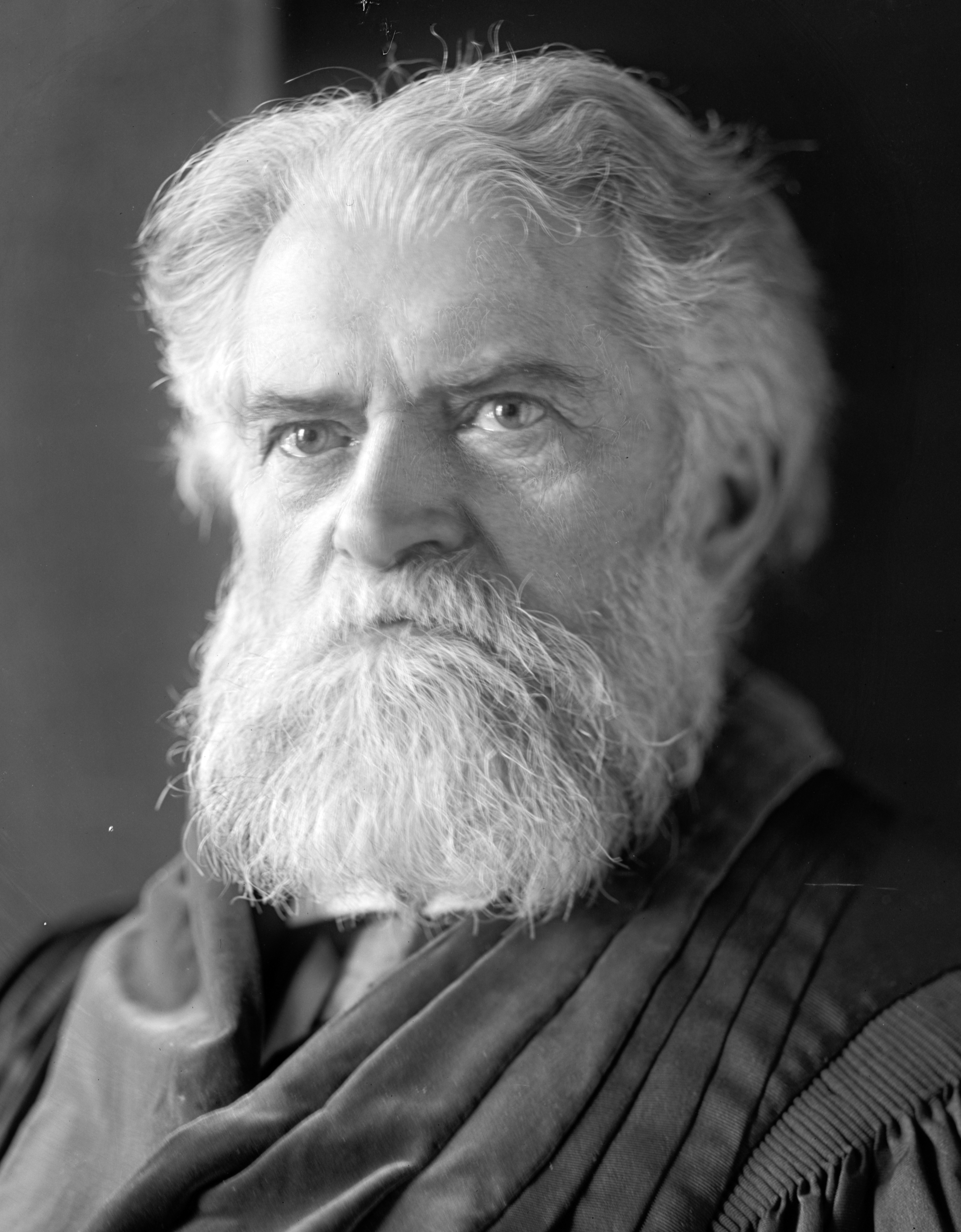
L'astronomo Simon Newcomb.
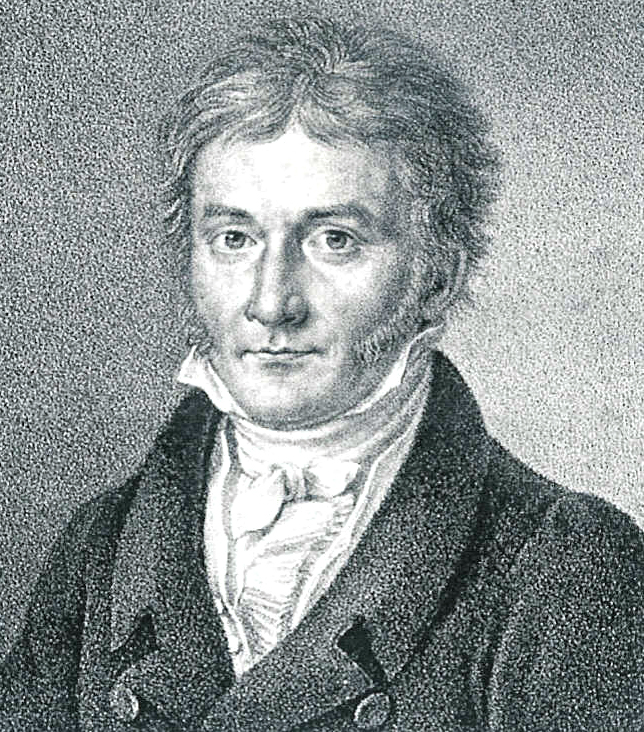
Ritratto di Gauss pubblicato in Astronomische Nachrichten, 1828
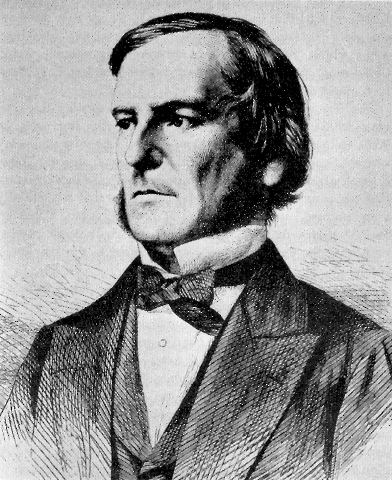
George Boole

## Interpreti
Nel film muto del 1916 Sherlock Holmes, Moriarty viene interpretato da Ernest Maupain. Questa si può considerare la prima vera trasposizione cinematografica statunitense del personaggio di A. C. Doyle e prima versione su schermo dell'opera teatrale di William Gillette. Nel film muto, anch'esso del 1916, The Valley of Fear, Moriarty è interpretato da Booth Conway. Nel film muto del 1922 Sherlock Holmes, Moriarty è interpretato da Gustav von Seyffertitz. Il film è uno delle più famose trasposizioni cinematografiche dei primi anni del cinema di Sherlock Holmes (qui interpretato da John Barrymore) e fu introdotto sul mercato inglese col titolo Moriarty.
Nel film sonoro del 1932 Sherlock Holmes, Moriarty è interpretato da Ernest Torrence. Anche questo film è una trasposizione dell'opera di Gillette, il quale ha però ceduto il ruolo di Holmes a Clive Brook, sarà inoltre uno degli ultimi ruoli di Ernest Torrence, che morirà un anno più tardi. Nel film del 1935 Il trionfo di Sherlock Holmes, Moriarty è interpretato da Norman McKinne, che nella sua carriera Interpreta molte volte il ruoli del nemico di Holmes. Oltre alla successiva interpretazione di Moriarty, ha infatti interpretato Grimesby Rylott nell'opera teatrale The Speckled Band del 1910 e nell'omonimo film di ventuno anni più tardi (1931). Nel film del 1937 Barbaglio d'Argento, Lyn Harding torna nel ruolo di Moriarty. Il film è uscito in USA nel 1941 col titolo Murder at the Baskervilles. Nel film del 1939 Le avventure di Sherlock Holmes, il personaggio è interpretato da George Zucco. In Sherlock Holmes e l'arma segreta del 1942, Moriarty viene impersonato da Lionel Atwill. Nel film del 1944 Sherlock Holmes e la donna in verde, Henry Daniel veste i panni di Moriarty. 
In Sherlock Holmes - La valle del terrore del 1962, con Christopher Lee nei panni di Holmes, Hans Söhnker è in quelli del professor Moriarty. Nella parodia cinematografica Il fratello più furbo di Sherlock Holmes del 1975, dove Gene Wilder, che è anche il regista del film, impersona il fantomatico fratello di Sherlock, Sigerson Holmes, e Douglas Wilmer impersona il celebre detective, Leo McKern interpreta invece il personaggio di Morarty. Nel film del 1976 Sherlock Holmes - Soluzione settepercento, Moriarty è interpretato da Laurence Olivier. Nel film per la televisione dello stesso anno Sherlock Holmes at New York, Moriarty ha il volto di John Huston.
Eric Porter presta il volto al personaggio di Moriarty in due episodi del 1985, della seconda stagione della serie televisiva Le avventure di Sherlock Holmes, e in un episodio del 1986 del suo sequel Il ritorno di Sherlock Holmes. Nel film commedia del 1988 Senza indizio, è Paul Freeman a vestire il ruolo del celeberrimo criminale. Nel film del 1985 Piramide di paura, il professore Rathe (Anthony Higgins) si firma come Moriarty nella scena finale dopo i titoli di coda.
Ne La leggenda degli uomini straordinari del 2003, ill Prof. Moriarty è interpretato da Richard Roxburgh e veste i panni del "Fantasma", un uomo sfigurato con indosso una maschera, come ne Il fantasma dell'Opera, creato da Gaston Leroux nel 1910. Nel film del 2009 Sherlock Holmes, Moriarty fa solo una fugace apparizione: sempre avvolto nell'ombra, la sua presenza viene rivelata alla fine da Irene Adler. Nella serie televisiviva Sherlock, andata in onda dal 2010 al 2017, Moriarty viene interpretato da Andrew Scott. Nel film del 2011 Sherlock Holmes - Gioco di ombre, Moriarty è impersonato da Jared Harris. Nella serie televisiva Elementary, trasmessa dal 2012 al 2019, Natalie Dormer interpreta Jamie Moriarty: nella serie Moriarty, così come per Watson, è rivisitato in chiave femminile.

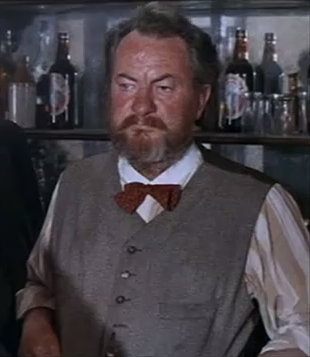
Leo McKern
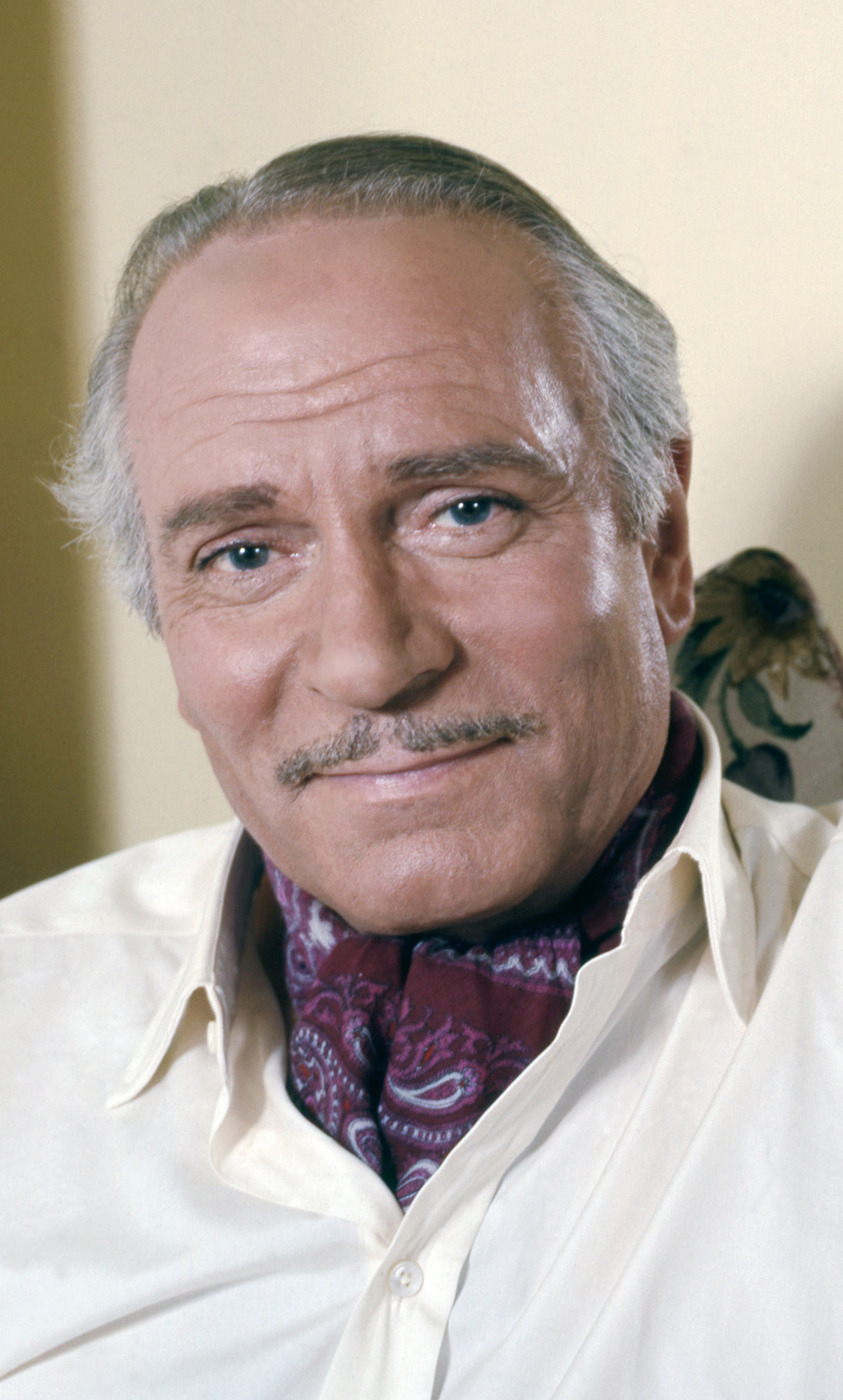
Laurence Olivier
John Huston
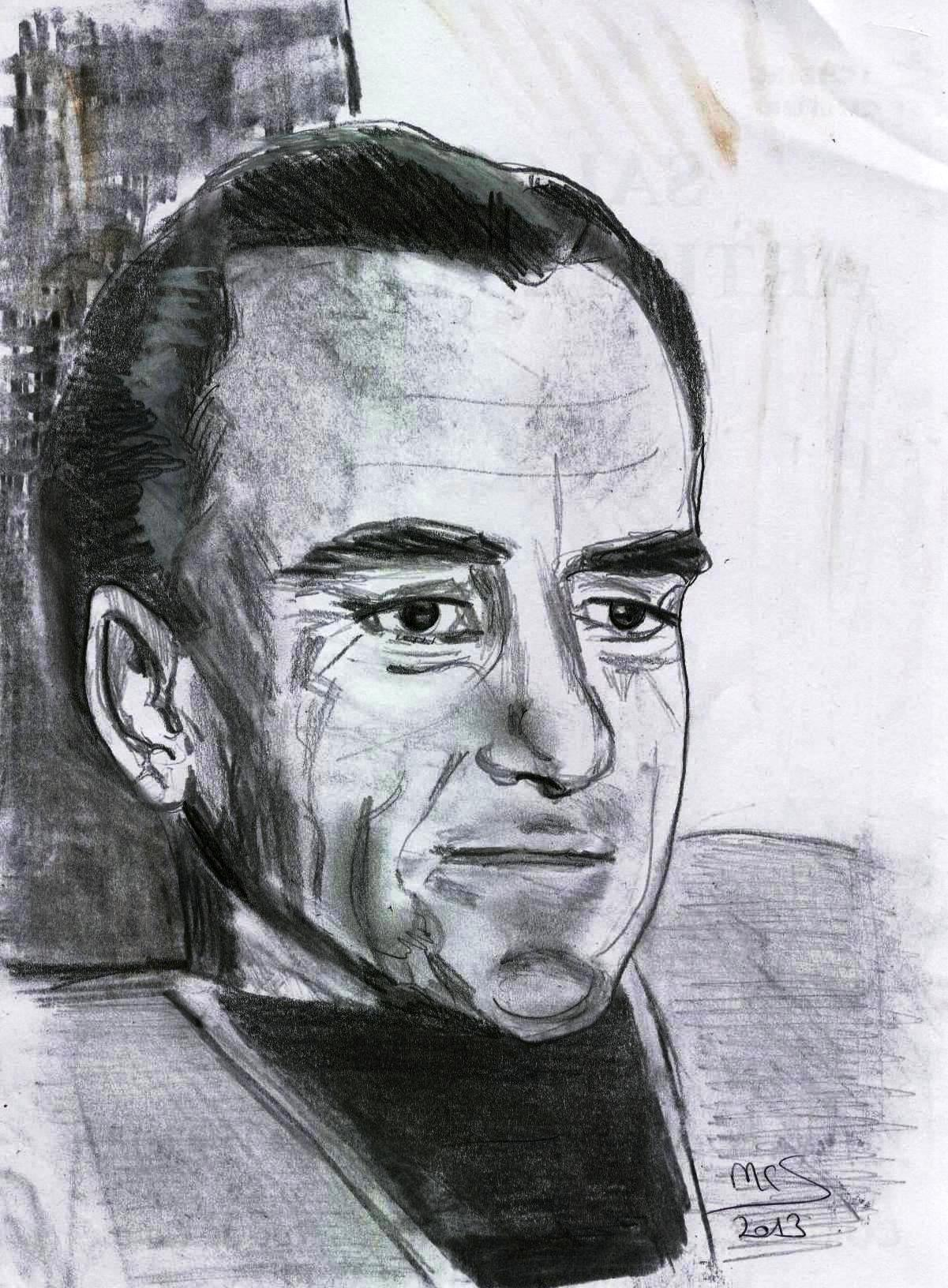
Eric Porter
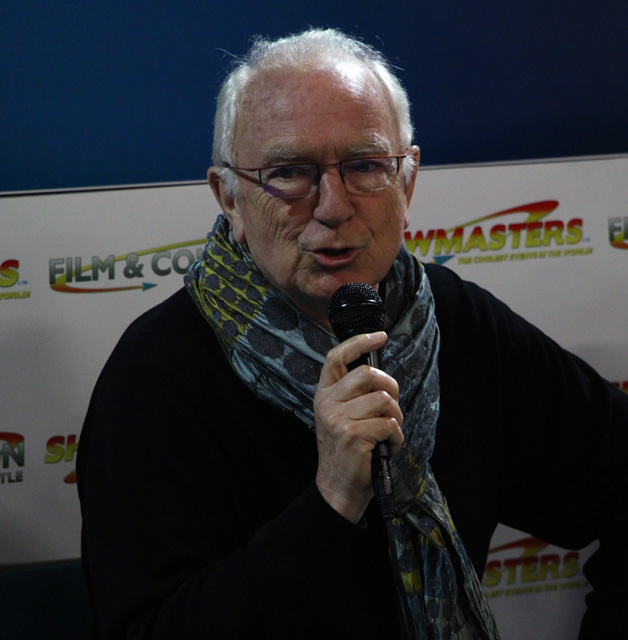
Paul Freeman
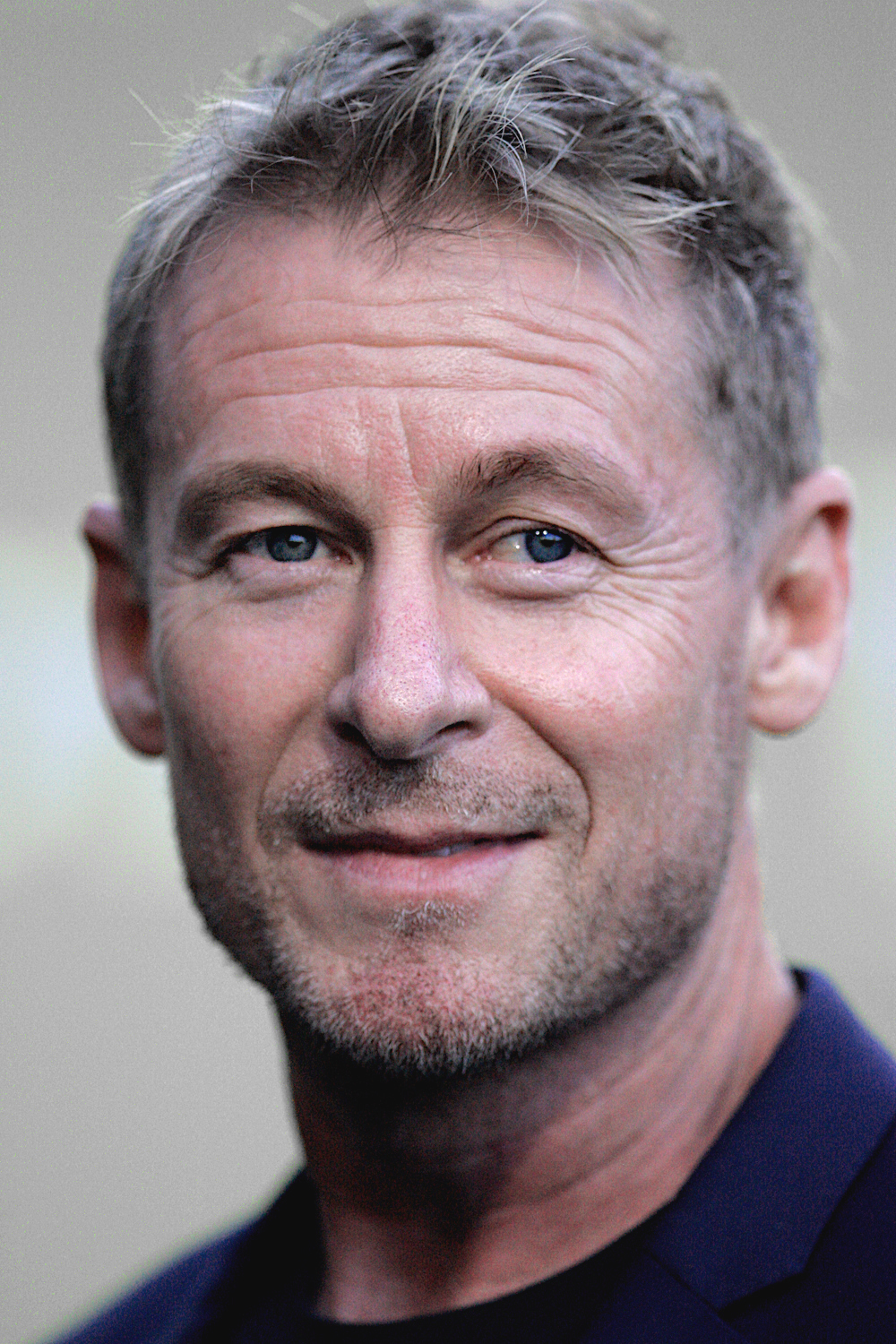
Richard Roxburgh
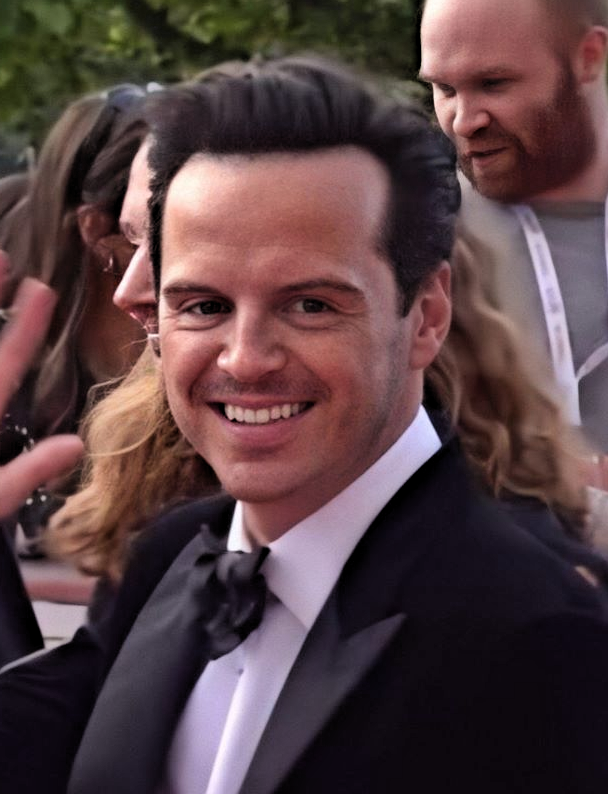
Andrew Scott
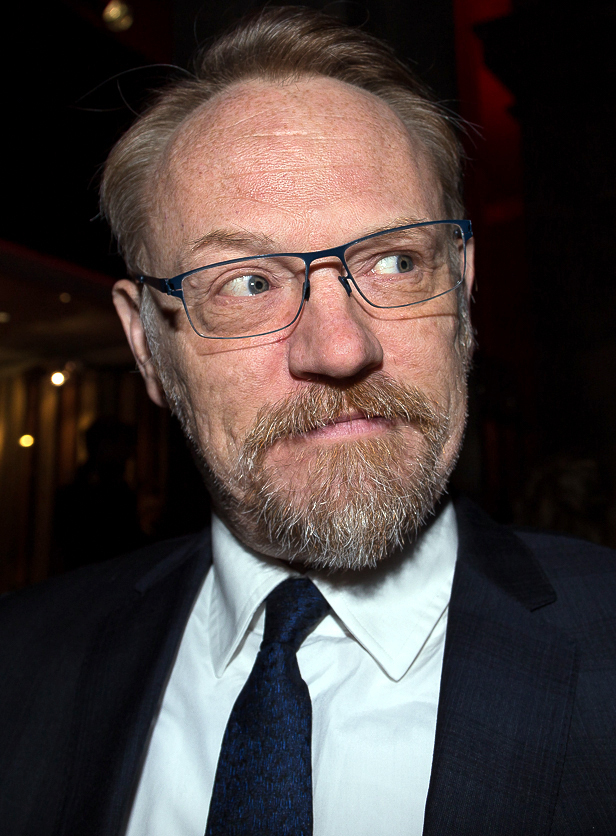
Jared Harris
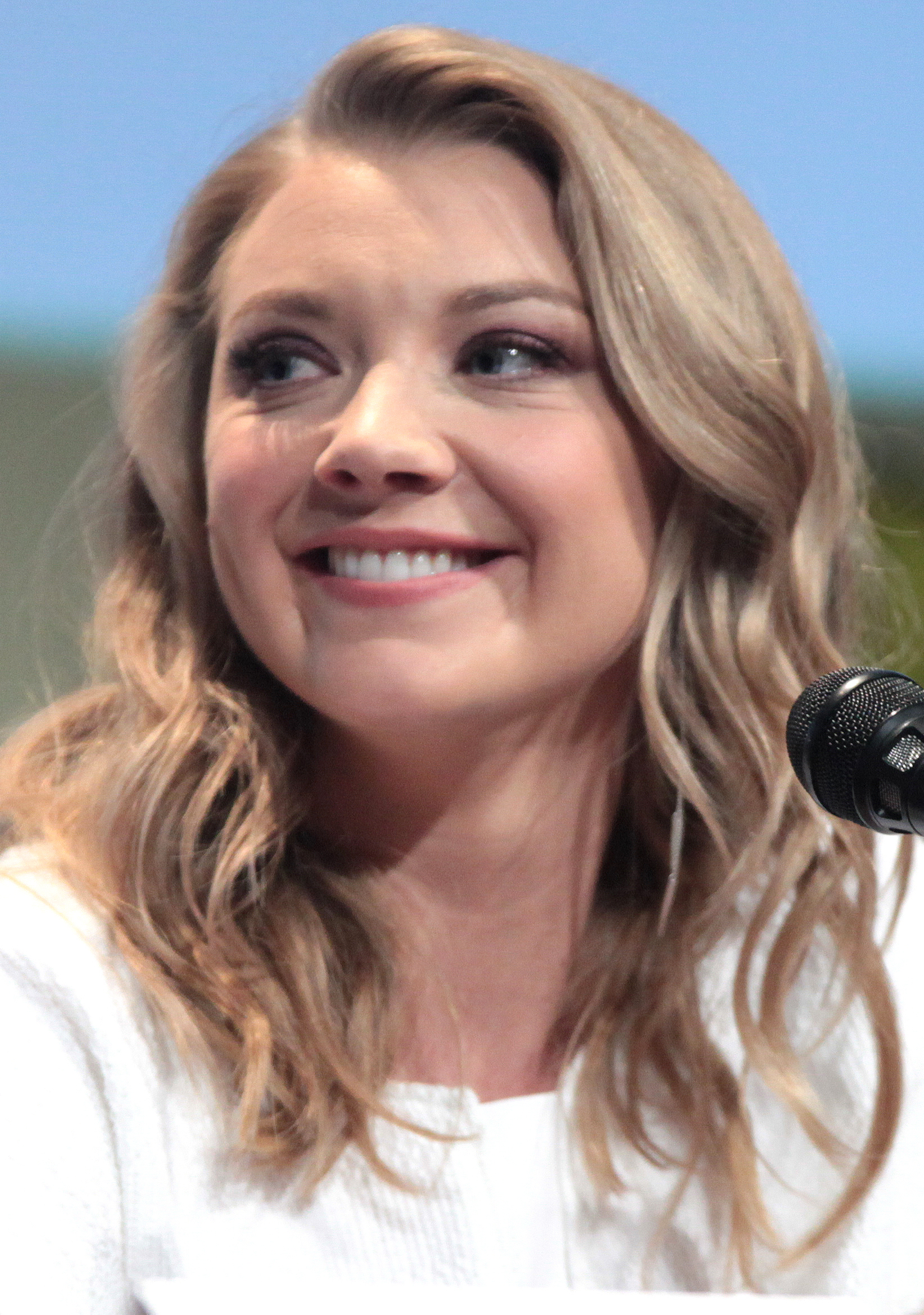
Natalie Dormer
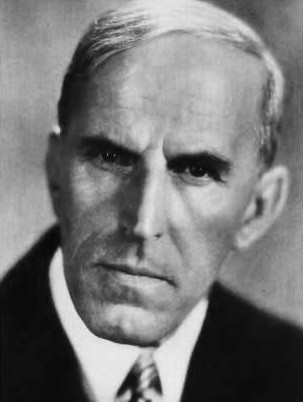
Gustav von Seyffertitz
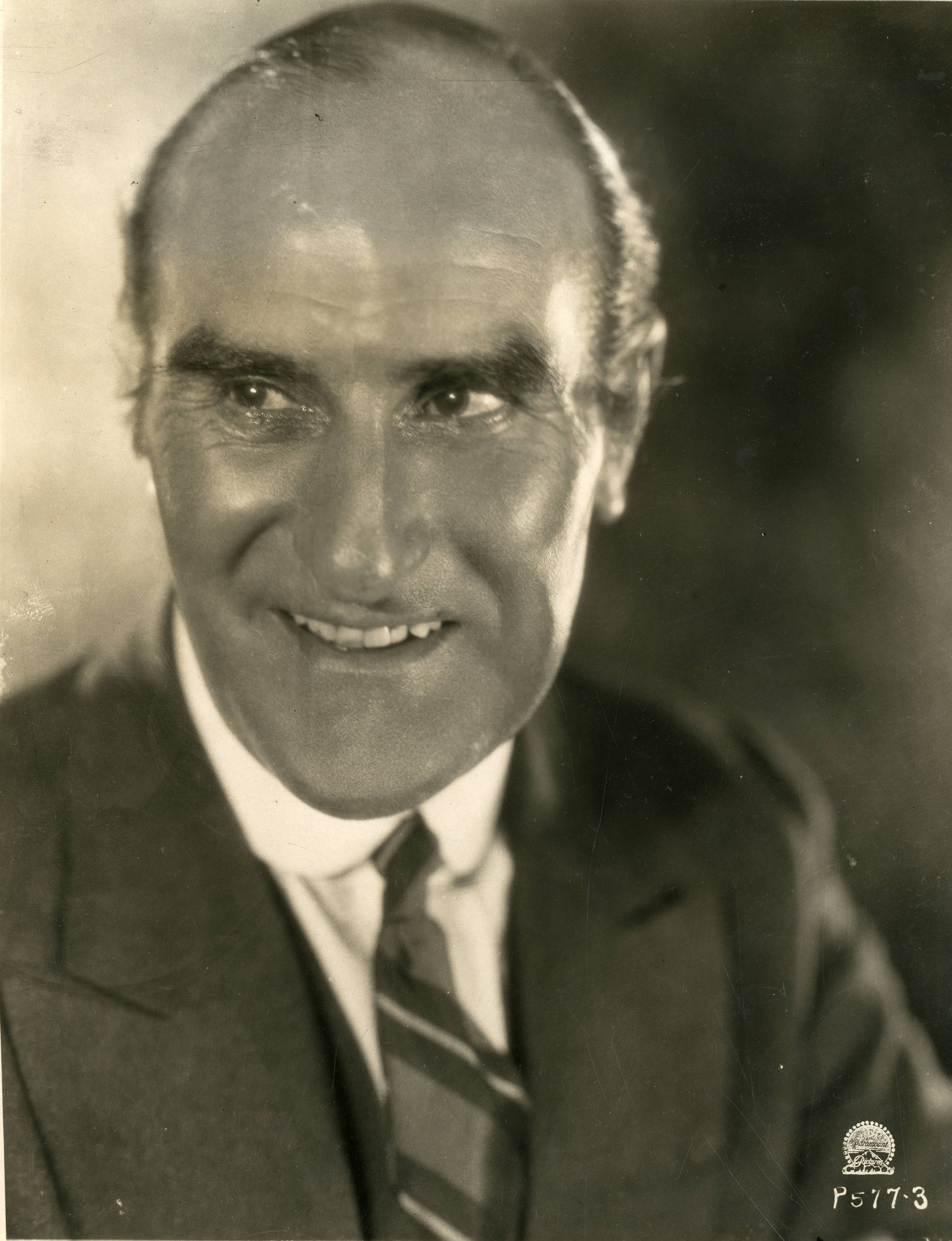
Ernest Torrence
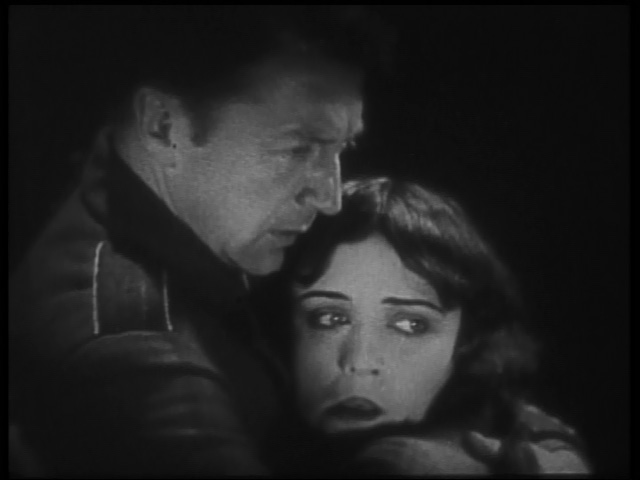
Clive Brook
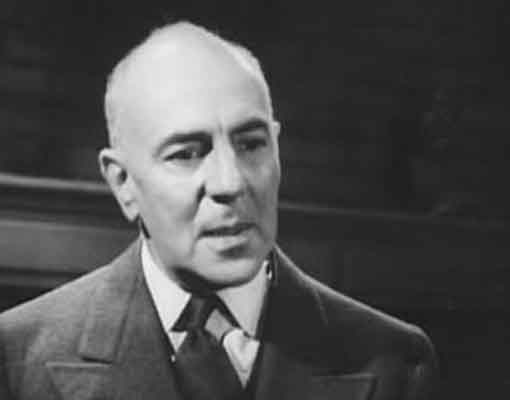
George Zucco
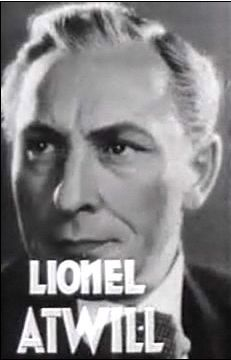
Lionel Atwill

## Influenza culturale

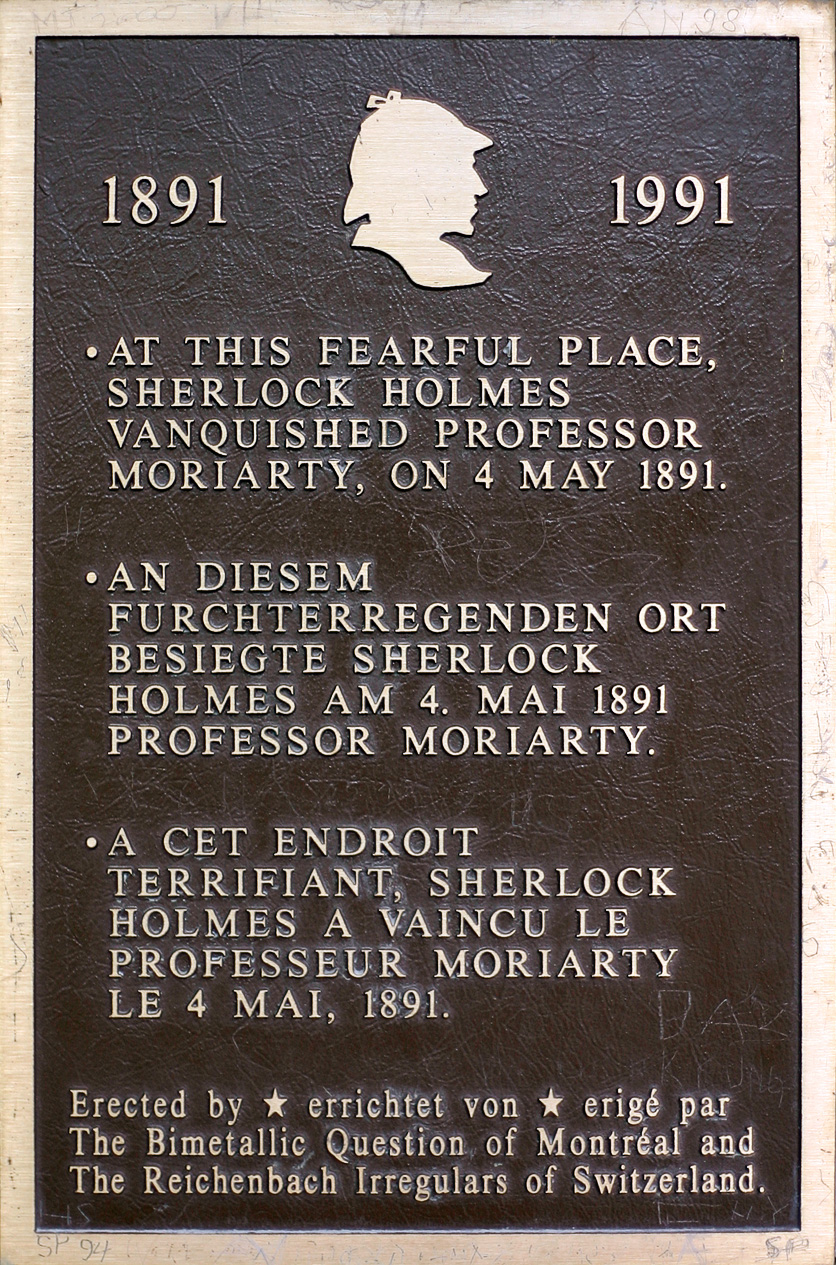
Targa commemorativa, situata alle cascate di Reichenbach presso Meiringen in Svizzera, dello scontro dove Sherlock Holmes sconfigge il Professor Moriarty.

All'opposto delle scarse apparizioni nelle storie originali di Conan Doyle, nelle opere da esse derivate il personaggio del Professor Moriarty compare ben più di una volta e viene ripreso volentieri quale antagonista ideale di Holmes. Moriarty è considerato inoltre il precursore dello stereotipo del supercriminale, assieme a Fu Manchu, altro celeberrimo genio del male.

### Fumetti
- Nella graphic novel La Lega degli Straordinari Gentlemen (1999) di Alan Moore, che recupera e assembla liberamente personaggi e situazioni della narrativa ottocentesca, compaiono assieme sia il Professor Moriarty sia il dottor Fu Manchu. Dal fumetto è stato tratto il film La leggenda degli uomini straordinari (2003).
- A Moriarty è dedicato il manga Moriarty the Patriot di Ryousuke Takeuchi e Hikaru Miyoshi, che esplora le origini del Professore e le sue motivazioni nel diventare il più grande criminale che la Gran Bretagna abbia mai visto.
- Il professore compare anche nella visual novel Eikoku Tantei Mysteria (2013) insieme con Holmes, Arsenio Lupin e Jack lo squartatore.
- Nei fumetti della serie Zagor, uno dei nomi falsi usati dal criminale Mortimer è proprio Moriarty.

### Letteratura
- Moriarty si scontra con Sandokan e Yanez in Ritornano le tigri della Malesia di Paco Ignacio Taibo II, ispirato ai romanzi di Emilio Salgari.

### Televisione
- Tra le apparizioni "non canoniche" più curiose di questo genio del male vi è la partecipazione al franchise fantascientifico di Star Trek. Nell'episodio del 1988 Elementare, caro Data di Star Trek: The Next Generation, seconda serie televisiva live action del franchise dopo la serie classica, una sofisticata simulazione olografica del Professor Moriarty, interpretata dall'attore britannico Daniel Davis, viene costruita dal computer di bordo a partire dai romanzi su richiesta di Data, per essere all'altezza di rivaleggiare con lui, ma, facendo ciò, il computer lo rende senziente e questi decide di prendere in ostaggio la nave stellare USS Enterprise D con tutto il suo equipaggio per ottenere in cambio di poter uscire dal ponte ologrammi e visitare il mondo reale. Il capitano Jean-Luc Picard gli promette di cercare di trovare il modo per farlo e Moriarty decide di accettare il compromesso, restituire i comandi della nave al suo capitano e venir messo in "stasi" nella memoria del ponte ologrammi.[13] Il personaggio ritorna in un secondo episodio del 1993, La nave in bottiglia, poiché, passato del tempo e non vendendo ancora soddisfatta la sua richiesta, Moriarty si rifà vivo mettendo nuovamente in scacco Picard e costringendolo a trovare una soluzione al suo problema, che l'equipaggio dell'Enterprise D mette in atto attraverso uno stratagemma.[14] Il personaggio del Professor Moriarty olografico ricompare poi nel 2023 nella terza stagione del sequel di The Next Generation, Star Trek: Picard, nell'episodio Il Bounty, sempre interpretato da Davis.
- Nella serie TV The Librarians (2014) James Moriarty, interpretato da David S. Lee, è un personaggio letterario che prende vita grazie alla magia e funge da antagonista in vari episodi della seconda stagione, salvo poi sacrificarsi per salvare la vita di Flynn Carsen.
- Nel film di animazione del 2002 della serie Detective Conan, Il fantasma di Baker Street.

### Videogiochi
- Appare anche nel videogioco per mobile Fate/Grand Order come servant giocabile di classe Archer con aspetto anziano, o classe Ruler come aspetto di ragazzo.

## Libri (parziale)

### Romanzi
- (EN) Arthur Conan Doyle, The Final Problem, 1903.
- (EN) Arthur Conan Doyle, The Adventure of the Empty House, 1903.

### Fumetti
- Alan Moore, La Lega degli Straordinari Gentlemen, illustrazioni di Kevin O'Neill, DC Comics, 1999.

## Filmografia parziale

### Cinema
- Sherlock Holmes, regia di Arthur Berthelet (1916)
- The Valley of Fear, regia di Alexander Butler (1916)
- Sherlock Holmes, regia di Albert Parker (1922)
- Sherlock Holmes, regia di William K. Howard (1932)
- Il trionfo di Sherlock Holmes (The Triumph of Sherlock Holmes), regia di Leslie S. Hiscott (1935)
- Sherlock Holmes alle corse (Silver Blaze), regia di Thomas Bentley (1937)
- Le avventure di Sherlock Holmes (The Adventure of Sherlock Holmes), regia di Alfred L. Werker (1939)
- Sherlock Holmes e l'arma segreta (Sherlock Holmes and the Secret Weapon), regia di Roy William Neill (1942)
- Sherlock Holmes e la donna in verde (The Woman in Green), regia di Roy William Neill (1944)
- Sherlock Holmes - La valle del terrore (Sherlock Holmes und das Halsband des Todes), regia di Terence Fisher (1962
- Il fratello più furbo di Sherlock Holmes (The Adventure of Sherlock Holmes' Smarter Brother), regia di Gene Wilder (1975)
- Sherlock Holmes - Soluzione settepercento (The Seven-Per-Cent Solution), regia di Herbert Ross (1976)
- Piramide di paura (Young Sherlock Holmes), regia di Barry Levinson (1985)
- Senza indizio (Without a Clue), regia di Thom Eberhardt (1988)
- La leggenda degli uomini straordinari (The League of Extraordinary Gentlemen), regia di Stephen Norrington (2003)
- Sherlock Holmes, regia di Guy Ritchie (2009)
- Sherlock Holmes - Gioco di ombre (Sherlock Holmes: A Game of Shadows), regia di Guy Ritchie (2011)

### Televisione
- Sherlock Holmes a New York (Sherlock Holmes at New York), regia di Boris Sagal - film TV (1976)
- Le avventure di Sherlock Holmes (Sherlock Holmes) - serie TV, episodi 2x05-2x06 (1985)
- Il ritorno di Sherlock Holmes (The Return of Sherlock Holmes) - serie TV, episodio 1x01 (1986)
- Star Trek: The Next Generation - serie TV, episodi 2x03-6x12 (1988-1993)
- Sherlock, serie TV, 8 episodi (2010-2017)
- Elementary, serie TV, 6 episodi (2013-1015)
- Star Trek: Picard - serie TV, episodio 3x06 (2023)